# Avilés Hurtado
Avilés Hurtado Herrera (Timbiquí, 20 aprile 1987) è un calciatore colombiano, attaccante del Juárez.

## Palmarès

### Club

#### Competizioni nazionali
- Campionato colombiano: 2

Atlético Nacional: 2011-I, 2013-I
- Copa Colombia: 2

Atlético Nacional: 2012, 2013
- Súper Liga: 1

Atlético Nacional: 2012
- Campionato messicano: 2

Monterrey: Apertura 2019
Pachuca: Apertura 2022
- Coppa del Messico: 1

Monterrey: Apertura 2019

#### Competizioni internazionali
- CONCACAF Champions League: 1

Monterrey: 2019